# (7720) Lepaute
(7720) Lepaute  est un astéroïde de la ceinture principale. Il a été baptisé en mémoire de Nicole-Reine Lepaute, astronome et mathématicienne contemporaine de Jérôme Lalande, avec qui elle collabora étroitement.